# Báze topologického prostoru
Báze topologického prostoru {\displaystyle B} je soustava otevřených množin ze systému všech otevřených množin v {\displaystyle B} takových, že každá otevřená množina v {\displaystyle X} se dá napsat jako sjednocení prvků v {\displaystyle B}.